# Tarare (ópera)
Tarare es una ópera con música de Antonio Salieri y libreto en francés de Pierre Beaumarchais. Se estrenó el 8 de junio de 1787 por la Ópera de París en el Théâtre de la Porte Saint-Martin. Salieri también reelaboró el material en una versión italiana titulada Axur, re d'Ormus con libreto de Lorenzo da Ponte, que se estrenó en Viena en enero de 1788.

## Personajes
| Personaje       | Tesitura              | Reparto del estreno, 8 de junio de 1787 (Director: Jean-Baptiste Rey ) |
| --------------- | --------------------- | ---------------------------------------------------------------------- |
| La nature       | soprano               | Mlle Joinville                                                         |
| Le génie de feu | bajo                  | Louis-Claude-Armand Chardin "Chardiny"                                 |
| Tarare          | tenor                 | Étienne Lainez                                                         |
| Atar            | bajo                  | Auguste-Athanase Chéron                                                |
| Astasie         | soprano               | Marie Thérèse Maillard                                                 |
| Arthénée        | bajo                  | Martin-Joseph Adrien                                                   |
| Altamort        | bajo                  | M Châteaufort                                                          |
| Hurson          | bajo                  | M Moreau                                                               |
| Calpigi         | haute-contre          | J.Rousseau                                                             |
| Spinette        | soprano               | Adelaïde Gavaudan, cadette                                             |
| Elamir          | soprano (niño cantor) | Joseph-François-Narcisse Carbonel                                      |
| Un sacerdote    | bajo                  | M Le Roux                                                              |
| Un esclavo      | bajo                  | M Le Roux                                                              |
| Un eunuco       | bajo                  | M Le Roux                                                              |
| Una pastora     | soprano               | Anne-Marie-Jeanne Gavaudan "l'aînée"                                   |
| Un campesino    | bajo                  | M Dessaules                                                            |